# تشارلز إتش غريفز
تشارلز إتش غريفز (بالإنجليزية: Charles H. Graves)‏ هو محامي أمريكي، ولد في 24 يونيو 1872 في Clay Township, Ottawa County, Ohio ‏ في الولايات المتحدة، وتوفي في 15 أغسطس 1940 في توليدو في الولايات المتحدة.